# Sa Talaia

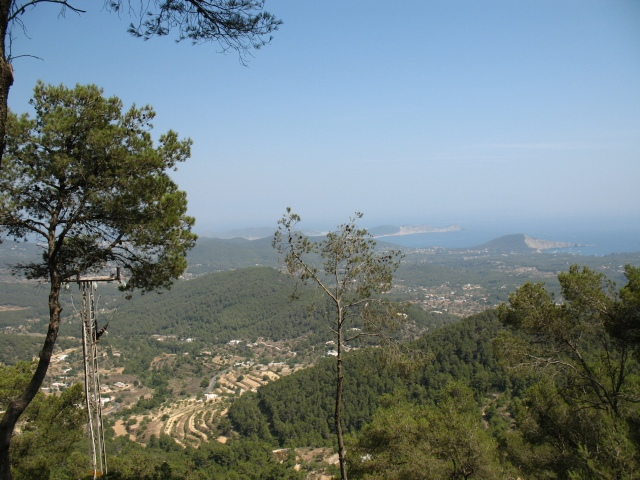
Widok ze szczytu na Ses Salines

Sa Talaia – najwyższa góra Ibizy, a zarazem najwyższy szczyt Pitiuzów, o wysokości bezwzględnej wynoszącej 475 m n.p.m. Na szczyt góry prowadzi wąska droga, którą można wjechać przez większą część roku. Na szczycie znajduje się punkt widokowy, z którego w sprzyjających warunkach można dostrzec wybrzeże Hiszpanii, a także punkt meteorologiczny i instalacja anten telekomunikacyjnych.